# Ливен, Вильгельм Карлович
Барон Вильге́льм Ка́рлович Ли́вен (нем. Wilhelm Heinrich Freiherr von Lieven; 1800—1880) — русский государственный деятель из остзейского рода Ливенов, генерал от инфантерии, генерал-адъютант.

## Биография
Родился 29 сентября (11 октября) 1800 года в имении Дюнгоф Бауского уезда Курляндской губернии. В 1817 году окончил Дерптскую гимназию и до 1819 года посещал кафедру военных наук физико-математического факультета Дерптского университета; затем учился в Штутгарте и Париже.
На службу поступил 18 ноября 1821 года колонновожатым в свиту Его Величества по квартирмейстерской части. 21 января 1823 года назначен состоять при главном штабе 2-й армии и 29 января 1823 года произведён в прапорщики. С 22 января 1824 года состоял при 3-м отделении Военно-топографического депо и производил съёмку Санкт-Петербургской губернии. 22 августа 1825 года Ливен получил новое назначение — состоять при полковнике Ф. Ф. Берге, отправлявшемся в экспедицию к Аральскому морю и для «истребления разбойничьих шаек в Киргиз-Кайсацкой степи, наносивших немаловажный вред торговле нашей», одновременно Ливен был зачислен в Гвардейский Генеральный штаб. По возвращении из экспедиции Ливен был 23 августа 1826 года произведён в подпоручики и вновь занялся топографической съёмкой Санкт-Петербургской губернии. 7 мая 1827 года командирован с особым поручением в Константинополь и 6 декабря того же года произведён в поручики.
7 марта 1828 года командирован во 2-ю армию; открывшаяся турецкая кампания дала ему возможность участвовать в сражениях при Варне (26 октября 1828 года награждён орденом Святой Анны 3-й степени с бантом), Силистрии (за отличие в этом сражении произведён 14 июня 1829 года в штабс-капитаны), Шумле (8 августа 1829 года удостоен золотой шпаги с надписью "За храбрость) и при взятии крепости города Эноса (26 августа 1829 года получил орден Святой Анны 2-й степени). Среди прочих наград за эту войну Ливен получил орден Святого Владимира 4-й степени с бантом (15 ноября 1828 года). По окончании войны занимался инструментальной съёмкой северо-восточной части Балканского хребта.
4 декабря 1830 года Ливен отправлен был в действующую армию для усмирения мятежа в Царстве Польском; здесь он сражался в Подлясском воеводстве и находился при взятии Варшавы, за что 18 августа 1831 года произведён был в капитаны и 22 сентября того же года награждён императорской короной к ордену Святой Анны 2-й степени и орденом «Virtuti Militari» 4-й степени. 14 мая 1832 года назначен дивизионным квартирмейстером 1-й гвардейской пехотной дивизии.
В 1833 года сопровождал генерал-адъютанта графа Орлова в Константинополь с особым поручением императора Николая I по поводу конфликта между Турцией и Египтом, а затем командирован в Малую Азию «для наблюдения за отступательным движением египетских войск, бывших под начальством Ибрагима-паши, и для удостоверения в том, действительно ли они оставили турецкие владения и перешли горы Тавриз; вместе с тем барону Ливену поручено было собрать сведения о составе и качествах египетских войск». За отличное исполнение этого поручения он был награждён орденом Святого Станислава 3-й степени.
Произведённый 30 августа 1834 года в полковники, Ливен был назначен обер-квартирмейстером пехоты отдельного гвардейского кавалерийского корпуса, а в 1836 году — флигель-адъютантом к Его Императорскому Величеству и неоднократно сопровождал государя императора и наследника цесаревича во время путешествий по России и за границей; 6 декабря 1837 года получил орден Святого Владимира 3-й степени. 29 января 1841 года назначен обер-квартирмейстером Гвардейского корпуса. 22 сентября 1842 года Ливен был произведён в генерал-майоры и зачислен в Свиту, через три года, 6 декабря, назначен генерал-адъютантом и определён генерал-квартирмейстером главного штаба Его Величества. Действительный член Русского географического общества с 19 сентября (1 октября) 1845 года. 7 августа 1849 года произведён в генерал-лейтенанты и 3 ноября того же года назначен членом совета Военной академии.
Во время Восточной войны он был членом комиссии для обороны побережья Балтийского моря, по окончании которой участвовал в составлении инструкции и положения о комендантах, а также в обсуждении направления проектируемых тогда железных дорог.
Входил в Остзейский комитет по реформе землевладения в Остзейском крае.
С 24 февраля 1855 года по 1861 год был генерал-квартирмейстером Главного штаба и одновременно начальник Корпуса топографов. Его фамилия выбита на юбилейной медали «В память 50-летия Корпуса военных топографов» за особые заслуги.
12 декабря был избран почётным членом Академии Наук в Санкт-Петербурге; 8 сентября 1859 года произведён в генералы от инфантерии. В 1861 году, будучи генералом от инфантерии, Ливен был назначен Лифляндским генерал-губернатором (с 10 августа 1864 года был командующим войсками Рижского военного округа; 1 января 1863 года был назначен членом Государственного Совета). От должности губернатора и командующего войсками был по прошению уволен 15 декабря 1864 года.
12 января 1871 года пожалован в обер-егермейстеры Двора Его Величества.
Среди прочих наград имел ордена Святого Георгия 4-й степени (21 декабря 1842 года за выслугу 25 лет в офицерских чинах), Святого Станислава 1-й степени (20 апреля 1843 года, за выполнение особых заграничных поручений), Святой Анны 1-й степени (6 декабря 1848 года), Белого Орла (25 июня 1852 года), Святого Владимира 2-й степени (11 апреля 1854 года), Святого Александра Невского (15 апреля 1856 года, алмазные знаки к этому ордену пожалованы 17 апреля 1858 года), Святого Владимира 1-й степени с мечами (27 июля 1862 года), Святого Андрея Первозванного (29 января 1873 года, за пятидесятилетие службы в офицерских чинах). Кроме того, Ливен имел множество иностранных орденов.
Умер 2 (14) февраля 1880 года, похоронен на Тихвинском кладбище Александро-Невской лавры.

## Военные чины и звания
- Вступил в службу колонновожатым (18.11.1821)
- Прапорщик (29.01.1823)
- Подпоручик (23.08.1826)
- Поручик (06.12.1827)
- Штабс-капитан за отличие (14.06.1829)
- Капитан (18.08.1831)
- Полковник (30.08.1834)
- Флигель-адъютант (1836)
- Генерал-майор Свиты (22.09.1842)
- Генерал-адъютант (06.12.1845)
- Генерал-лейтенант (07.08.1849)
- Генерал от инфантерии (08.09.1859)

- орден Святой Анны 3-й ст. с бантом (26.10.1828)
- орден Святого Владимира 4-й ст. с бантом (15.11.1828)
- орден Святой Анны 2-й ст. (26.08.1829)
- золотая шпага «За храбрость» (08.08.1829)
- императорская корона к ордену Святой Анны 2-й ст. (22.09.1831)
- польский знак отличия «За военное достоинство» 4-й ст. (22.09.1831)
- орден Святого Станислава 3-й ст. (1833)
- орден Святого Владимира 3-й ст. (06.12.1837)
- орден Святого Георгия 4-й ст. за 25 лет службы (21.12.1842)
- орден Святого Станислава 1-й ст. (20.04.1843)
- орден Святой Анны 1-й ст. (06.12.1848)
- орден Белого орла (25.06.1852)
- орден Святого Владимира 2-й ст. (11.04.1854)
- знак отличия беспорочной службы за XXX лет (1856)
- орден Святого Александра Невского (15.04.1856)
- алмазные знаки к ордену Святого Александра Невского (17.04.1858)
- орден Святого Владимира 1-й ст. с мечами над орденом (27.07.1862)
- орден Святого Андрея Первозванного за 50 лет службы (09.01.1873)

Иностранные:
- прусский Орден Святого Иоанна Иерусалимского (1834);
- шведский орден Меча 3-й ст. бриллиантами украшенный (1838)
- персидский орден Льва и Солнца 2-й ст. с бриллиантами (1838)
- датский орден Данеброг 2-й ст. (1838)
- ганноверский Королевский Гвельфский орден 3-й ст. (1838)
- баденский орден Церингенского льва, командорский крест (1839)
- гессен-дармштадтский орден Людвига, командорский крест (1839)
- нидерландский орден Льва (1839)
- турецкий орден Славы (1839)
- сардинский орден Святых Маврикия и Лазаря 2-й ст. (1843)
- сицилийский орден Франциска I 1-й ст. (1843)
- австрийский орден Железной короны 1-й ст. (1843)
- саксен-альтенбургский орден Эрнестинского дома 1-й ст. (1846)
- австрийский орден Леопольда 1-й ст. (1848)
- вюртембергский орден Короны 1-й ст. (1849)
- прусский орден Красного орла 1-й ст. (1852)
- прусский орден Красного орла, большой крест (1865)
- алмазные знаки к большому кресту прусского ордена Красного орла (1866)
- шведский орден Серафимов (1873)
- австро-венгерский орден Святого Стефана, большой крест (1874)

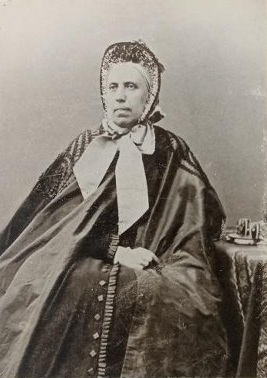
Мария Александровна, жена

## Семья
Жена (с 1835 года) — Мария Александровна Саблукова (22.10.1814—20.11.1878), дочь военного инженера, генерала А. А. Саблукова. По словам графа С. Д. Шереметева, «баронесса была особа православная и настоящая христианка. Потеряв двух взрослых дочерей и единственного сына, она смирилась пред волей Божию и служила назидательным примером человека, принявшего иго Xристово». За заслуги мужа была пожалована в кавалерственные дамы ордена Святой Екатерины (26.08.1856). Их дети:
- Софья (12.08.1844—11.01.1855), умерла от тифозной горячки, похоронена в Александро-Невской лавре.
- Екатерина (10.01.1849—26.05.1849), крещена 6 февраля 1849 года в Исаакиевском соборе при восприемстве деда А. А. Саблукова и великой княжны Екатерины Михайловны[10]. Умерла «от колотья», похоронена в Александро-Невской лавре.
- Елена (04.03.1851—21.04.1869)
- Николай (24.01.1854—11.09.1874), крещён 13 февраля 1854 года в Исаакиевском соборе при восприемстве великого князя Николая Павловича и великой княгини Елены Павловны.